# Centro clandestino de detención y tortura
Un centro clandestino de detención y tortura es una instalación donde fuerzas armadas o de seguridad de un país detienen en forma ilegal a prisioneros políticos y hace un uso sistemático de la tortura. Fueron utilizados por las últimas dictaduras del cono sur de América, en el marco del Plan Cóndor. En la actualidad este término también se usa para referirse a las prisiones clandestinas de Estados Unidos operadas por la CIA (también llamados black sites), generalmente ubicados fuera del territorio continental estadounidense y de su jurisdicción, con poca o ninguna vigilancia política o pública.